# Чертин, Александр Михайлович
Алекса́ндр Миха́йлович Че́ртин (1911 — ?) — советский инженер.

## Биография
В 1930 — 1971 годах работал в отделе главного конструктора Московского трансформаторного завода (завод № 624): инженер, руководитель расчётной группы БСТ, начальник БСТ, зам. главного конструктора, с 1961 главный конструктор.
Автор справочников: 	
- Каталог на мощные высоковольтные трансформаторы. Москва [б. и.] 1948  67, [5] с. ил. 25 см
- Высоковольтные и мощные трансформаторы с емкостной компенсацией. Госэнергоиздат, 1940 г.

## Награды и премии
- Сталинская премия третьей степени (1946) — за создание высоковольтных грозоупорных трансформаторов